# Orthocladius turficola
Orthocladius turficola är en tvåvingeart som beskrevs av Jean-Jacques Kieffer 1924. Orthocladius turficola ingår i släktet Orthocladius och familjen fjädermyggor. Inga underarter finns listade i Catalogue of Life.